# Piper barretoi
Piper barretoi är en pepparväxtart som beskrevs av Truman George Yuncker. Piper barretoi ingår i släktet Piper och familjen pepparväxter. Inga underarter finns listade i Catalogue of Life.